# Scobicia ficicola
Scobicia ficicola är en skalbaggsart som först beskrevs av Thomas Vernon Wollaston 1865.  Scobicia ficicola ingår i släktet Scobicia och familjen kapuschongbaggar. IUCN kategoriserar arten globalt som livskraftig. Inga underarter finns listade i Catalogue of Life.